# フォンタインアス山

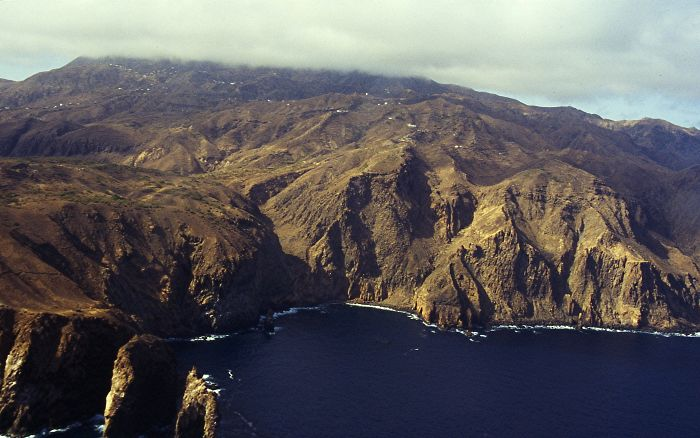
山頂部が雲に隠れているフォンタインアス山。

フォンタインアス山（ポルトガル語、Monte Fontainhas）とは、アフリカ大陸のすぐ西の大西洋上にあるブラヴァ島の中央部に存在する、山である。この山は、主にフォノライトと溶結凝灰岩によって形成されている成層火山であり、その噴火こそ有史以来知られていないものの、現在も活動中の火山であると考えられている。山頂の標高は976m程度に過ぎないが、ブラヴァ島においては、この山が最高峰である。なお、しばしば山頂部が雲に隠れる山として知られており、特に春は山頂が雲の中にあることが多い。

## 付近に存在する海山について
フォンタインアス山の存在する火山島のブラヴァ島と、この山と同じく活火山として知られるフォゴ山の存在する火山島のフォゴ島との間には、カダモスト（Cadamosto）海山がある。1982年、1990年、1998年、2004年と、この付近で発生した地震は、このカダモスト海山で発生したものであり、もしかしたら、この海山も新しい火山島になるかもしれないという可能性も指摘されている

。
ちなみに、ちょうど、この付近にはホットスポットが存在していると考えられている。